# Municipio de Indian Village
El municipio de Indian Village (en inglés: Indian Village Township) es un municipio ubicado en el condado de Tama en el estado estadounidense de Iowa. En el año 2010 tenía una población de 1153 habitantes y una densidad poblacional de 12,5 personas por km².

## Geografía
El municipio de Indian Village se encuentra ubicado en las coordenadas 41°59′51″N 92°42′55″O / 41.99750, -92.71528. Según la Oficina del Censo de los Estados Unidos, el municipio tiene una superficie total de 92.22 km², de la cual 91,85 km² corresponden a tierra firme y (0,4 %) 0,37 km² es agua.

## Demografía
Según el censo de 2010, había 1153 personas residiendo en el municipio de Indian Village. La densidad de población era de 12,5 hab./km². De los 1153 habitantes, el municipio de Indian Village estaba compuesto por el 53,25 % blancos, el 42,67 % eran amerindios, el 0,09 % eran asiáticos, el 0,09 % eran isleños del Pacífico, el 0,26 % eran de otras razas y el 3,64 % eran de una mezcla de razas. Del total de la población el 4,6 % eran hispanos o latinos de cualquier raza.